# Shoshone (jezioro)
Shoshone (ang. Shoshone Lake) – jezioro w Parku Narodowym Yellowstone w stanie Wyoming (USA), o maksymalnej głębokości 62 m (istnieją pomiary wskazujące na 91,5 m głębokości). Po jeziorze Yellowstone jest drugim pod względem wielkości w Parku Narodowym. Jezioro leży na zachód of wododziału kontynentalnego Ameryki, w odległości 8,6 km na południowy zachód od krańca jeziora Yellowstone (West Thumb). Nazwę jezioru nadano na cześć plemienia Indian Szoszonów, którzy zamieszkiwali tereny parku i z pewnością byli ludźmi często je odwiedzającymi.
Inne nazwy jeziora to De Lacy Lake, DeLacys Lake, DeSmets Lake, Madison Lake i Snake Lake. 
Do jeziora nie prowadzi droga jezdna, przez co jest uznawane za największe jezioro w kontynentalnej części Stanów Zjednoczonych bez dostępu samochodem. Do jeziora można się dostać pieszo jednym z trzech szlaków pieszych.